# Sympycnus prolatus
Sympycnus prolatus är en tvåvingeart som beskrevs av Vanschuytbroeck 1951. Sympycnus prolatus ingår i släktet Sympycnus och familjen styltflugor.
Artens utbredningsområde är Kongo. Inga underarter finns listade i Catalogue of Life.